# 韩光福
韩光福（韓語：한광복，1946年3月18日—），又譯韓廣福，女，朝鲜政治人物，现朝鲜劳动党中央委员会部长。
韩光福毕业于金策工业大学，曾任朝鲜机械工业委员会指导员、责任指导员、机械工业省副相等职。2009年出任电子工业相。2010年6月任内阁副总理，并继续兼任电子工业相。2012年任党中央委员会部长。2014年3月，當選為最高人民會議代議員。